# Meiwa, Mie
Meiwa (明和町 Meiwa-chō) là thị trấn thuộc huyện Taki, tỉnh Mie, Nhật Bản. Tính đến ngày 1 tháng 10 năm 2020, dân số ước tính thị trấn là 22.445 người và mật độ dân số là 550 người/km2. Tổng diện tích thị trấn là 41,04 km2.

## Địa lý

### Đô thị lân cận
- Mie
  - Ise
  - Matsusaka
  - Taki
  - Tamaki